# Cyptotrama macrobasidium
Cyptotrama macrobasidium är en svampart som beskrevs av Singer 1960. Cyptotrama macrobasidium ingår i släktet Cyptotrama och familjen Physalacriaceae.   Inga underarter finns listade i Catalogue of Life.